# 喬氏食蚊魚
喬氏食蚊魚，為輻鰭魚綱鯉齒目鯉齒亞目花鳉科的其中一種，分布於北美洲美國德州San Marcos河流域，體長可達4公分，屬於肉食性，已滅絕。

## 擴展閱讀
維基物種上的相關：喬氏食蚊魚